# Long Boret
Long Boret (Chbar Ampéou, 3 gennaio 1933 – Phnom Penh, 21 aprile 1975) è stato un politico cambogiano.

## Biografia
Nato in Cambogia nella provincia di Kandal, Long Boret frequentò a Phnom Pehn il prestigioso Liceo Sisowath, per poi proseguire gli studi in Francia. Tornato in patria nel 1955, divenne capo della contabilità del Tesoro Reale. Nel 1957 diventò ispettore del lavoro. Nel 1958 fu eletto per la prima volta deputato e fu uno dei membri più giovani del nuovo Parlamento cambogiano. Nello stesso anno divenne Sottosegretario di Stato al Lavoro ed alle Azioni Sociali. Nell'ottobre del 1966 divenne Ministro dell'Industria del governo di Lon Nol. Nel marzo del 1971 divenne Ministro dell'Informazione del secondo governo della Repubblica Khmer, proclamata nel 1970 a seguito del colpo di Stato organizzato da Lon Nol e da Sisowath Sirik Matak. Nell'ottobre del 1972 divenne Ministro degli Esteri.
Nel dicembre del 1973 fu nominato Primo ministro della Repubblica Khmer a seguito delle dimissioni di In Tam. Nell'aprile del 1974 divenne uno dei 4 membri di un Consiglio Esecutivo insieme a Lon Nol, a Sirik Matak e al generale Sosthene Fernandez, capo delle Forze Armate. A seguito della cattiva situazione venutasi a creare nella guerra civile cambogiana, l'8 aprile del 1975 tentò di negoziare a Bangkok un accordo di pace con i rappresentanti dei Khmer rossi, ma i negoziati non ebbero successo. Il 12 aprile dello stesso anno gli USA evacuarono l'ambasciata in Cambogia e offrirono asilo politico agli alti esponenti del governo della Repubblica Khmer, ma Long Boret e Sirik Matak rifiutarono di partire, nonostante i loro nomi figurassero nella lista dei "Sette traditori" condannati a morte dai Khmer Rossi. Catturato dopo la caduta di Phnom Pehn, fu portato al Circolo Sportivo della stessa città e giustiziato sommariamente insieme a Sirik Matak.